# Vladimir Korneev
Vladimir Korneev (* 1987 in Manglisi, Niederkartlien, Georgische SSR, Sowjetunion) ist ein deutscher Schauspieler und Chansonsänger.

## Leben
Korneev stammt aus einer sehr musikalischen georgisch-russischen Familie. Korneev wuchs seit seiner Kindheit mit russischen Liedern und russischer Folklore auf. Im Alter von sieben Jahren kam er mit seinen Eltern, die im Krieg in Abchasien 1992–1993 ihre Heimat verlassen hatten, als Flüchtlingskind nach Deutschland. Nach der Ankunft in Berlin bekam die Familie politisches Asyl in Augsburg, wo Korneev aufwuchs. Anfangs lebte er zunächst gemeinsam mit seinen Eltern in einem Asylbewerberheim. Obwohl er als Kind stotterte und kein Deutsch konnte, als er nach Deutschland kam, besuchte er die reguläre Grundschule. Im Jahr 2007 legte er am Musischen Gymnasium bei St. Stephan in Augsburg sein Abitur ab.
In der dritten Klasse begann Korneev mit dem Klavierspiel, zuerst auf einem Keyboard, da die Familie kein Geld für ein Klavier hatte. Ab dem Alter von neun Jahren bekam er Klavierunterricht. An der Albert-Greiner-Sing- und Musikschule der Stadt Augsburg (heute: Sing- und Musikschule Mozartstadt Augsburg) erhielt er eine Ausbildung zum Pianisten bei Janina Raisowa und Veronika Leshinskaya. 2007 spielte er im jtt (junges theater team), dem Jugendclub des Theaters Augsburg. Als Regieassistent von Holger Seitz (Regisseur am Theater Augsburg) kam er nach München ans Staatstheater am Gärtnerplatz. Bei seinem Vorsprechen für sein Schauspiel- und Gesangsstudium an der Bayerischen Theaterakademie August Everding wurde er sofort angenommen.
Seinen ersten Gesangsunterricht hatte Korneev bei Melanie Petcu. Von 2008 bis 2012 absolvierte er seine Ausbildung an der Bayerischen Theaterakademie August Everding in München. Dort setzte er sein Gesangsstudium (als Bariton) vier Jahre lang bei der Gesangsprofessorin Marianne Larsen fort. Im Schauspiel wurde er von Frieder Kranz, Gaby Welker, Kathrin Ackermann und Wolfgang Seidenberg ausgebildet. 2009 erhielt er einen Förderpreis im Juniorenwettbewerb beim Bundeswettbewerb Gesang. 2011 und 2013 belegte er jeweils den 2. Platz beim Bundeswettbewerb Gesang in der Sparte „Chanson“.
Erste Bühnenengagements hatte er bereits während seiner Ausbildung. In der Spielzeit 2010/11 trat er als Barkeeper Jimmy in Grand Hotel (Regie: Pavel Fieber) am Münchner Staatstheater am Gärtnerplatz auf. 2011 spielte und sang er die Rolle des Mackie Messer in Brecht/Weills Die Dreigroschenoper am Münchner Akademietheater. Im Juni/Juli 2011 spielte er den Moritz Stiefel in einer Musicalfassung von Frühlings Erwachen am Deutschen Theater München. Im Juli/August 2012 war er auf der Walensee-Bühne am Walensee (Schweiz) in Tell als Cover von Bruno Grassini für die Rolle des Reichsvogts Hermann Gessler besetzt. In der Spielzeit 2014/15 übernahm er am Stadttheater Bremerhaven den Bernardo in einer West Side Story-Produktion. In der Spielzeit 2015/16 spielte er von Dezember 2015 bis Januar 2016 den Bernardo in einer West Side Story-Produktion an den Wuppertaler Bühnen. Von März 2016 bis Ende Juni 2016 trat er im Wiener Ronacher als Tangosänger Augustín Magaldi in Evita auf.
Während seiner Ausbildung trat Korneev einmal im Monat als Jazz- und Chansonsänger in der Münchner Jazzbar Vogler auf, wo er Lieder in Französisch, Russisch, Deutsch und Spanisch sang. Bei einem Auftritt 2011 wurde er von einem Caster der Münchner Bavaria Film, der zufällig im Publikum saß, für den Film angesprochen.
2013 stand er erstmals vor der Filmkamera. Im Polizeiruf 110: Morgengrauen (Erstausstrahlung: August 2014) spielte er den Mithäftling und albanischen Auftragskiller Aleksander Dushku. Episodenrollen hatte er bisher in den Fernsehserien Heiter bis tödlich: Hauptstadtrevier (März 2014; als Tanzlehrer und Gigolo Marco Miletic), Dengler (März 2016; als rumänischer Zwangsarbeiter Cosmin) und SOKO Donau (September 2016). In dem Fernsehfilm Auf kurze Distanz (2016) spielte er in einer Nebenrolle den serbischen Mafioso Vukasin. In dem Fernsehfilm Eine Sommerliebe zu dritt (2016) an der Seite von Paula Kalenberg und Florian Panzner in seiner ersten Fernsehhauptrolle zu sehen. Er spielte den Franzosen Serge, der in München eine Crêperie betreibt und das Gefühlsleben eines jungen Paares durcheinanderbringt. In Robert Thalheims Agentenkomödie Kundschafter des Friedens, die Ende Januar 2017 in die Kinos kam, drehte Korneev in einer Nebenrolle mit Henry Hübchen, Michael Gwisdek, Thomas Thieme und Antje Traue.
Im Januar 2017 war Korneev in den ZDF-Serien SOKO Köln (als tatverdächtiger, krimineller Albaner Valentin Adnan, der versucht, mit einem falschen Namen seine Identität zu verschleiern) und SOKO Stuttgart (als unter Verdacht stehender Straßenmusiker und Rapper Finn Brückner) zu sehen. In dem ZDF-Fernsehfilm Tanz mit mir, einem Film aus der Fernsehreihe Inga Lindström, der ebenfalls im Januar 2017 erstausgestrahlt wurde, spielte er den Tänzer Erik Larsen. Im Schweizer Tatort: Kriegssplitter (Erstausstrahlung: März 2017) verkörperte Korneev den tschetschenischen Auftragskiller Pjotr Sorokin. In der ZDF-Krimireihe Stralsund war Korneev in dem Film Kein Weg zurück (Erstausstrahlung: November 2017) in einer der Hauptrollen zu sehen; er spielte Mirko Subotic, den Freund einer Supermarktmitarbeiterin, die Opfer eines brutalen Überfalls und einer Vergewaltigung wird. In der ZDF-Krimiserie SOKO Leipzig (Erstausstrahlung: Januar 2018) spielte Korneev eine Episodenhauptrolle als wesentlich jüngerer Ehemann einer Opern-Diva (Lilly Forgách), der im Zuge der Ermittlungen zunehmend unter Tatverdacht gerät. In der ARD-Polizeiserie Großstadtrevier verkörperte er außerdem Anfang 2018 in einer weiteren Episodenhauptrolle den Verdächtigen Raoul Tramsen, der mit illegalen Medikamenten und Potenzmitteln dealt und eine Affäre mit Polizeiobermeisterin Nina Sieveking (Wanda Perdelwitz) beginnt, um sie als Informantin zu missbrauchen. In der ARD-Fernsehreihe Donna Leon übernahm Korneev in dem Krimi Endlich mein (Erstausstrahlung: März 2018) die Rolle des „gutaussehenden“ Star-Tenors Riccardo Bragadin. In der Romanverfilmung Der Club der singenden Metzger (Erstausstrahlung: Dezember 2019), einem Auswanderer-Epos, das kurz nach dem Ende des Ersten Weltkriegs im Schwaben, in Hamburg und den Vereinigten Staaten spielt, verkörperte Korneev in einer der großen Hauptrollen des Films den „gutaussehenden“ Lakota-Indianer und Zirkusartisten Cyprian. Im 8. Film der ARD-Krimireihe Der Kroatien-Krimi (Erstausstrahlung: März 2020) übernahm Korneev eine Hauptrolle als Manager und Verlobter einer erfolgreichen Pop-Sängerin. Im Oktober 2021 war Korneev in der ZDF-Serie Letzte Spur Berlin in einer in Spielfilmlänge produzierten Doppelfolge als Markus Hanisch alias DJ Paradies, der sich gemeinsamen mit seiner Partnerin in einem Berliner Hedonisten-Club bei Sexspielen auslebt, zu sehen. In dem ZDF-„Herzkino“-Film Ein Sommer in Istrien (2021) übernahm Korneev die männliche Hauptrolle als Ex-Fußball-Profi, Olivenbauer und alleinerziehender Vater Darijo.
Im Mai 2014 gab er sein Debüt als Chansonsänger im Deutschen Theater München, bei dem er in einem Solo-Programm mit dem Pianisten Liviu Petcu sein erstes Studio-Album, das in Zusammenarbeit mit BR-Klassik entstand, mit dem Titel „Weitergehn“ vorstellte. Ende September 2016 trat er mit seinem neuen Chanson-Programm „LIEDÉЯ“, einer Mischung aus französischen Chansons und russischen Liedern, in der Berliner Bar jeder Vernunft auf. Für sein Chanson-Programm arbeitete er im Vorfeld interpretatorisch mit der Opernsängerin Waltraud Meier. Im Dezember 2016 wurde Korneevs zweite Solo-CD, ein Live-Mitschnitt seines Chanson-Programm „LIEDÉЯ“ aus der Berliner Bar jeder Vernunft, veröffentlicht. Im Januar 2018 trat Korneev mit seinem erfolgreichen Programm „LIEDÉЯ“ noch einmal in der „Bar jeder Vernunft“ auf. Im April 2018 präsentierte Korneev dort sein neues Programm „LIEBÉИ“ und 2019 sein Programm „HÉЯZ“, mit französischen Chansons, russischen Romanzen und deutschen Liedern. 2021 erschien Korneevs CD-Programm Románce, das er gemeinsam mit dem WDR Funkhausorchester einspielte.
2014/15 war Korneev Gast-Dozent für Gesang an der Bayerischen Theaterakademie August Everding. Als Nachfolger von Ute Lemper war er der neue Artist in Residence des internationalen Kurt Weill Fest 2020 in Dessau.
Korneev lebt in Berlin. In Wien engagierte er sich, auf Empfehlung der Sopranistin Diana Damrau, für das Flüchtlingsprojekt MigrArt.

## Filmografie
- 2014: Heiter bis tödlich: Hauptstadtrevier – Der Lockvogel (Fernsehserie, eine Folge)
- 2014: Polizeiruf 110: Morgengrauen (Fernsehreihe)
- 2015: Zarnitsa (Kurzfilm)
- 2016: Dengler – Am zwölften Tag (Fernsehserie, eine Folge)
- 2016: SOKO Donau – Scheinheilig (Fernsehserie, eine Folge)
- 2016: Auf kurze Distanz (Fernsehfilm)
- 2016: Eine Sommerliebe zu dritt (Fernsehfilm)
- 2017: SOKO Köln – Schmutzige Wäsche (Fernsehserie, eine Folge)
- 2017: SOKO Stuttgart – Melodie des Todes (Fernsehserie, eine Folge)
- 2017: Inga Lindström – Tanz mit mir (Fernsehreihe)
- 2017: Kundschafter des Friedens (Kinofilm)
- 2017: Tatort: Kriegssplitter (Fernsehreihe)
- 2017: Stralsund – Kein Weg zurück (Fernsehreihe)
- 2018: SOKO Leipzig – Toy Boy (Fernsehserie, eine Folge)
- 2018: Großstadtrevier – Der Tote am Strand (Fernsehserie, eine Folge)
- 2018: Donna Leon – Endlich mein (Fernsehreihe)
- 2018: Rufmord (Fernsehfilm)
- 2019: Die Neue Zeit (Fernsehserie)
- 2019: Der Club der singenden Metzger (Fernsehfilm)
- 2020: Wischen ist Macht – Party vorbei (Fernsehserie, eine Folge)
- 2020: Der Kroatien-Krimi: Tränenhochzeit (Fernsehreihe)
- 2021: Tatort: Der Herr des Waldes (Fernsehreihe)
- 2021: Letzte Spur Berlin – Der Tod ist groß (Fernsehserie, Doppelfolge)
- 2021: Ein Sommer in Istrien (Fernsehreihe)
- 2022: Die Kaiserin (Fernsehserie)
- 2023: Tatort: Azra
- 2025: Tatort: Restschuld